# 伯靈湖 (博登湖畔拉多爾夫采爾)

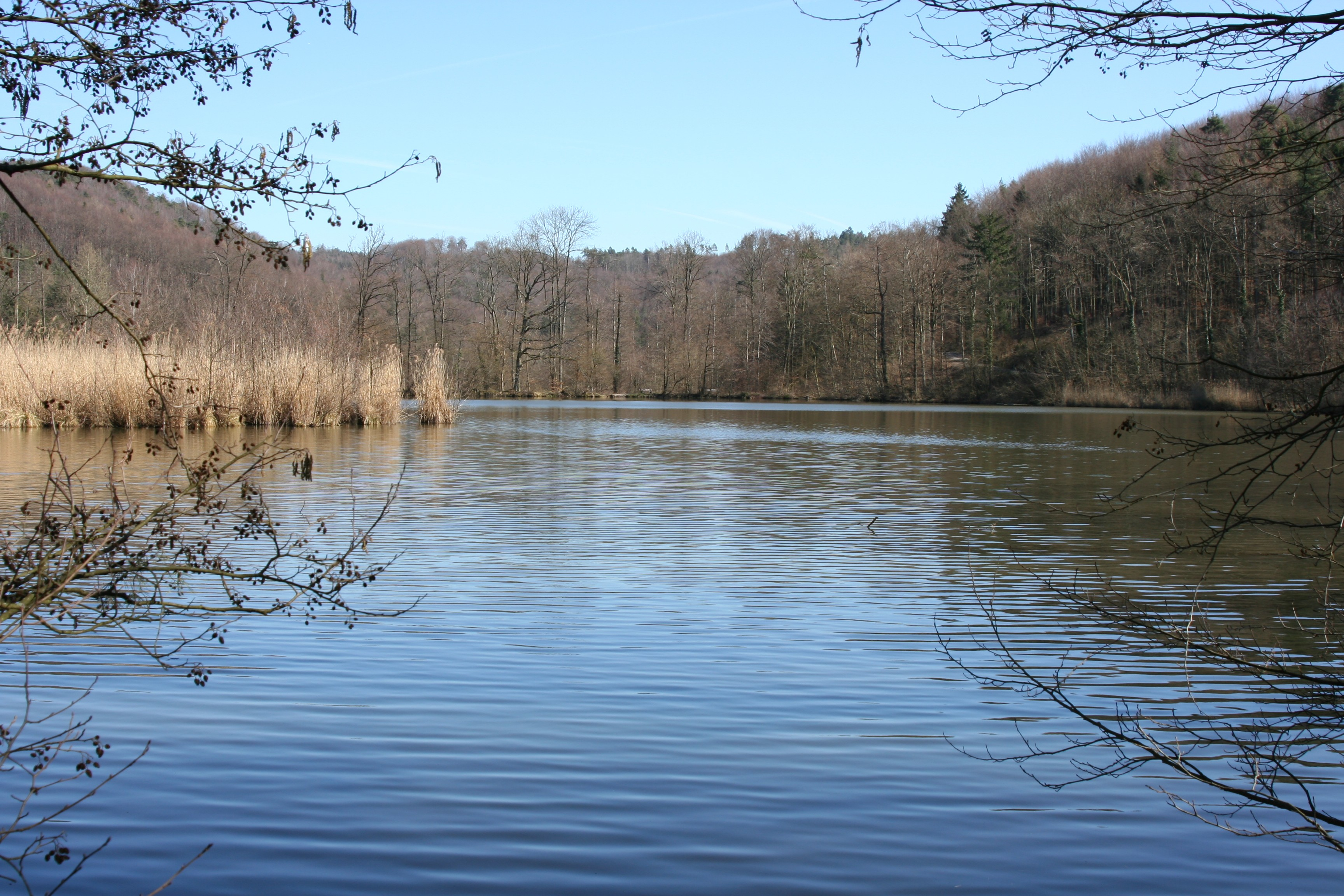

49°5′11.30″N 9°22′42.30″E / 49.0864722°N 9.3784167°E
伯靈湖（德語：Böhringer See），是德國的湖泊，位於該國西南部，由巴登-符騰堡州負責管轄，處於博登湖畔拉多爾夫采爾，面積0.05平方公里，平均水深5.4米，最大水深8米。